# Спорт в Індії

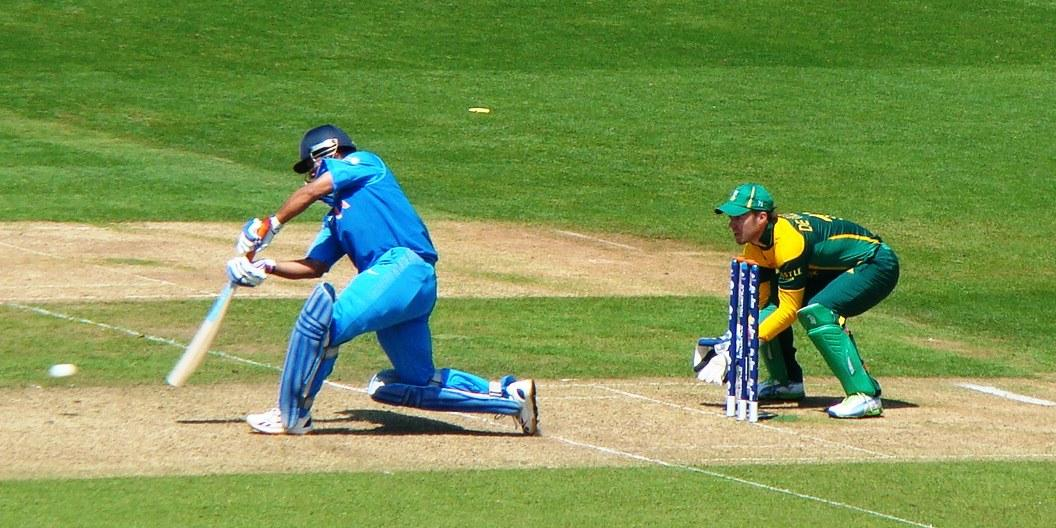
Колишній капітан чоловічої збірної Індії з крикету Махендра Сінгх Доні під час удару. Під його керівництвом Індія виграла найбільшу кількість трофеїв ICC.

Індія має історію спорту ще з ведичного періоду, а західні види спорту були введені під час британського правління. Найпопулярнішим видом спорту є крикет. Футбол також набув популярності. Найвищим рівнем національного змагання є Індійська Суперліга (ISL),, а національна збірна виграла кілька золотих медалей на Азійських і Південноазійських іграх. Серед досягнень у футболі також є вихід Індії на груповий етап Олімпійських ігор 1960 року, кваліфікацію на Чемпіонат світу з футболу 1950 року та перемогу на чемпіонаті SAFF. Інші популярні види спорту включають кабадді, бадмінтон, теніс і легку атлетику, а кхо-кхо стає четвертим за популярністю видом спорту. Індія також досягла успіху в хокеї на траві, вигравши Кубок світу та кілька медалей на Олімпійських іграх. Такі види спорту, як гольф, регбі, боротьба, бокс, мотоспорт і баскетбол досить представлені по всій країні.
Різноманітна культура та люди Індії вплинули на широку різноманітність видів спорту, у деяких регіонах популярними є місцеві види спорту, як-от змагання з повітряними зміями та перегони на човнах. Інші місцеві види спорту включають шахи, кхо-кхо, поло та снукер, залежно від місця розташування. Водні види спорту, такі як підводне плавання, катання на човнах, серфінг і кайтбординг, часто з'являються в прибережних районах. Спортивна боротьба та змішані бойові мистецтва (ММА) популярні серед молоді, а деякі індійські борці досягають міжнародного успіху. Індія тричі приймала Кубок світу з крикету і двічі вигравала його.  Хокей на траві є найуспішнішим видом спорту для Індії на Олімпійських іграх, чоловіча команда Індії виграла тринадцять олімпійських медалей, вісім із яких були золотими.

## Виступ на мультиспортивних змаганнях

### Олімпіади та Паралімпіади
Спортсмен Норман Прічард представляв Індію на Олімпіаді 1900 року, вигравши дві срібні медалі. Індія відправила свою першу збірну на Олімпійські ігри в 1920 році і з тих пір бере участь у всіх літніх Олімпійських іграх. Індія також брала участь у кількох зимових Олімпійських іграх з 1964 року.
Станом на 2024 рік Індія виграла загалом 41 медаль на літніх Олімпійських іграх і 60 медалей на літніх Паралімпійських іграх. Індія виграла свою першу золоту медаль у чоловічому хокеї на траві на Олімпійських іграх 1928 року. Перемігши у стрільбі стрільбі з пневматичної гвинтівки на дистанції 10 метрів на Олімпійських іграх 2008 року, Абгінав Біндра став першим індійцем, який виграв індивідуальну золоту медаль на Олімпійських іграх. У 2021 році Нірадж Чопра виграв золоту медаль у метанні списа серед чоловіків на Олімпіаді-2020 у Токіо.

### Ігри Співдружності та Азійські ігри

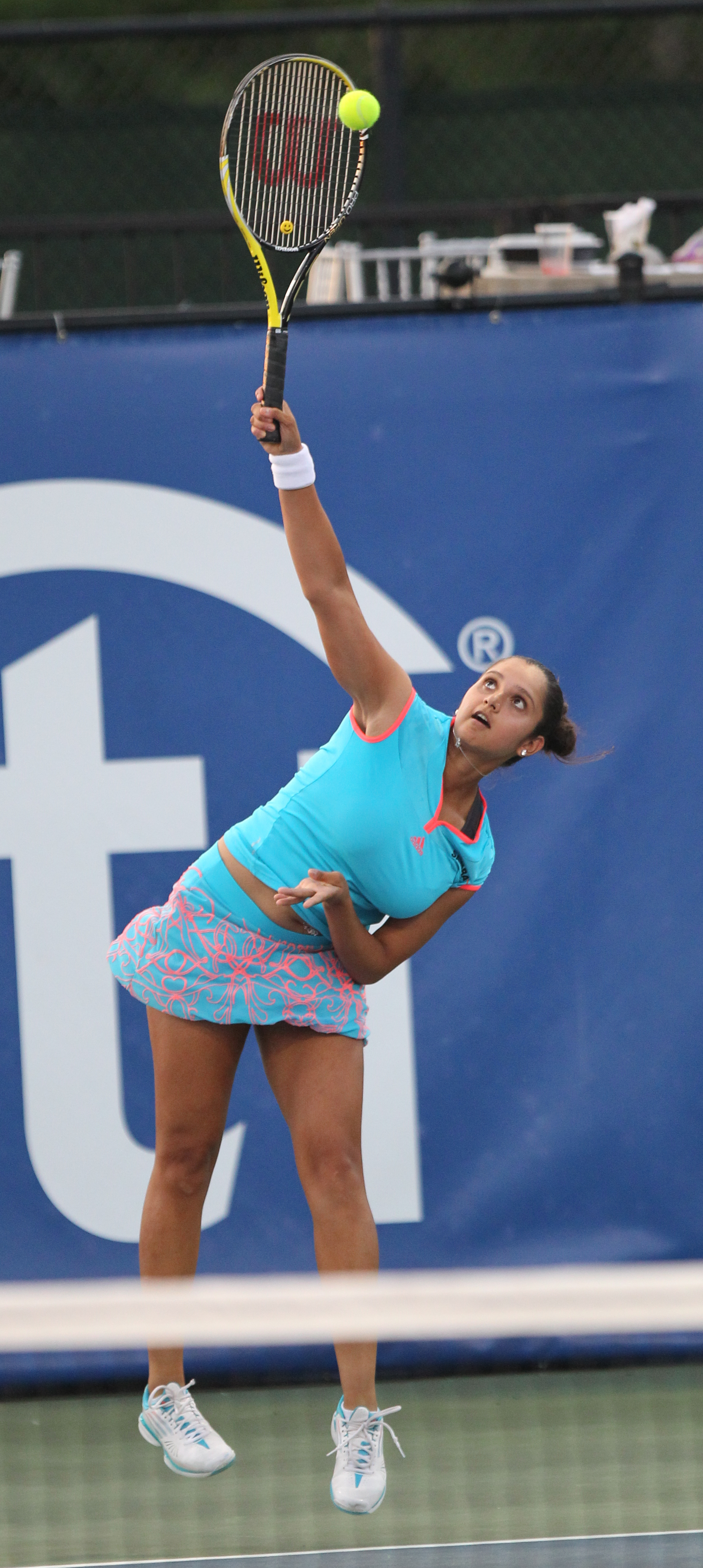
Тенісистка Санія Мірза виграла кілька медалей, у тому числі на різноманітних турнірах Великого шолома, Іграх Співдружності та Азійських іграх.

Індія брала участь у всіх Іграх Співдружності, крім чотирьох, починаючи з другої Ігри в 1934 році. Індія приймала Ігри Співдружності у 2010 році в Делі. Загалом Індія завоювала 504 медалі, у тому числі 181 золоту.
Індія брала участь у кожному випуску Азійських ігор і приймала Ігри в 1951 і 1982 роках у Нью-Делі. Станом на  2018 Індія завоювала 671 медаль, з яких 139 золотих. Індія виграла принаймні одну золоту медаль на кожному турнірі.

### Інші змагання
Індія брала участь у всіх Всесвітніх іграх (де завоювала п'ять медалей) та Південноазійських іграх (де займає перше місце). Індія також брала участь в Лузофонських іграх.
Індія брала участь у Дефлімпійських іграх, Спеціальних Олімпіадах, Всесвітніх військових іграх, Універсіадах, Гімназіадах і Паралімпійських іграх.

## Олімпійські види спорту

### Легка атлетика

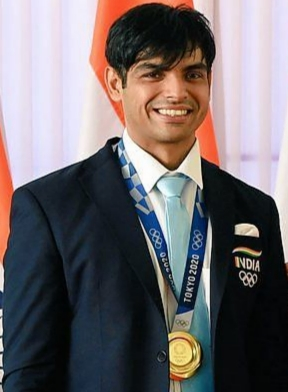
Нірадж Чопра — золотий призер Літніх Олімпійських ігор 2020 року, чемпіон Діамантової ліги 2022 року та призер Чемпіонату світу з легкої атлетики 2022 року в метанні списа.

Федерація легкої атлетики Індії (AFI) є національним керівним органом легкої атлетики в Індії. Індія не є основним конкурентом у легкій атлетиці. Дуже небагато індійських спортсменів вигравали медалі та звання чемпіонів на міжнародних змаганнях. Станом на  2022 , Індія виграла три медалі на літніх Олімпійських іграх.
Норман Прічард був першим індійським спортсменом-олімпійцем. Він виграв олімпійську медаль для Індії як спринтер і виграв дві срібні медалі в спринті на 200 метрів і в легкоатлетичному бігу на 200 метрів з бар'єрами на літніх Олімпійських іграх 1900 року. Нірадж Чопра виграв першу золоту олімпійську медаль з легкої атлетики для Індії на літніх Олімпійських іграх 2020 року у метанні списа .
Анджу Боббі Джордж виграла бронзову медаль у стрибках у довжину серед жінок на Чемпіонаті світу з легкої атлетики 2003 року в Парижі. Вона стала першою індійською спортсменкою, яка виграла медаль на чемпіонаті світу з легкої атлетики, подолавши довжину 6,7 м (22 фут) у 2010 році. Протягом 52 років Мілха Сінгх був єдиним спортсменом, який виграв індивідуальну золоту медаль на Іграх Співдружності; однак на Іграх Співдружності 2010 Крішна Пунія виграла золоту медаль для Індії в метанні диска серед жінок і була першою індійською жінкою, яка стала золотою медалісткою з легкої атлетики на Іграх Співдружності. На Іграх Співдружності 2014 Вікас Говда виграв золоту медаль серед чоловіків у метанні диска.
Хіма Дас — єдина індійська легкоатлетка, яка виграла медаль на будь-якому міжнародному змаганні Всесвітньої федерації легкої атлетики. 12 липня 2018 року вона виграла золоту медаль у бігу на 400 метрів серед жінок на Чемпіонаті світу з легкої атлетики серед молоді до 20 років у Тампере, Фінляндія, показавши час 51,46 секунди. Вона стала другою золотою медалісткою з легкої атлетики на чемпіонаті світу IAAF U20 після Чопри, який виграв золото серед чоловіків у метанні списа на чемпіонаті світу U20 IAAF 2016, встановивши світовий юніорський рекорд із кидком 86,48 м (283,7 фут). Пізніше Чопра виграв золото в метанні списа серед чоловіків на Іграх Співдружності 2018 року. У 2020 році на Олімпіаді в Токіо він став першим індійським спортсменом, який виграв золоту олімпійську медаль у метанні списа серед чоловіків.  На літніх Олімпійських іграх 2016 року Лаліта Бабар стала першою індійською спортсменкою з 1984 року, яка дійшла до фіналу Олімпійських ігор у жіночому бігу на 3000 метрів з перешкодами . До неї Пілавуллаканді Теккепарамбіл Уша дійшла до фіналу жіночого бігу на 400 метрів з бар'єрами на літніх Олімпійських іграх 1984 року.
П. Т. Уша неодноразово виборювала золоті медалі  в різних змаганнях Азійських ігор і Чемпіонатів Азії з легкої атлетики. Лаві Пінто був першим індійцем, який виграв золоту медаль на Азійських іграх. Пінто також виграв золоту медаль на перших Азійських іграх, що відбулися в Нью-Делі в 1951 році на дистанціях 100 і 200 метрів. Крістін Браун, Стефі Д'Соуза, Вайолет Пітерс і Мері Д'Соуза виграли першу золоту медаль в жіночій легкій атлетиці для Індії в естафеті 4 × 100 м на Азійських іграх 1954 року. Камалджіт Сандху була першою індійською спортсменкою, яка виграла індивідуальну золоту медаль на будь-яких Азійських іграх у змаганнях з бігу на 400 метрів на Азійських іграх 1970 року.
Мадхурджя Бора, індійська триатлоністка, має срібну медаль Чемпіонату Південної Азії з триатлону. Тріатлоніст Ану Вайдянатан був першим азіатом, який змагався в Ultraman . У травні 2016 року Арунаабх Шах став першим індійцем і наймолодшим індійцем, який закінчив Ultraman на Ultraman Australia.
Нірадж Чопра став першим індійським спортсменом, який виграв трофей Діамантової ліги в Цюріху, Швейцарія, у 2022 році, кинувши спис на відстань 88,44 м (290,2 фут). 24 липня 2022 року він виграв срібну медаль на Чемпіонаті світу з легкої атлетики 2022 року в Орегоні; він єдиний спортсмен з Індії, якому це вдалося.
На Іграх Співдружності 2022 року Авінаш Сейбл і Пріянка Госвамі виграли перші срібні медалі для Індії в історії Ігор і в інших великих міжнародних змаганнях у бігу на 3000 метрів з перешкодами та ходьбі на 10 000 метрів.

### Бокс

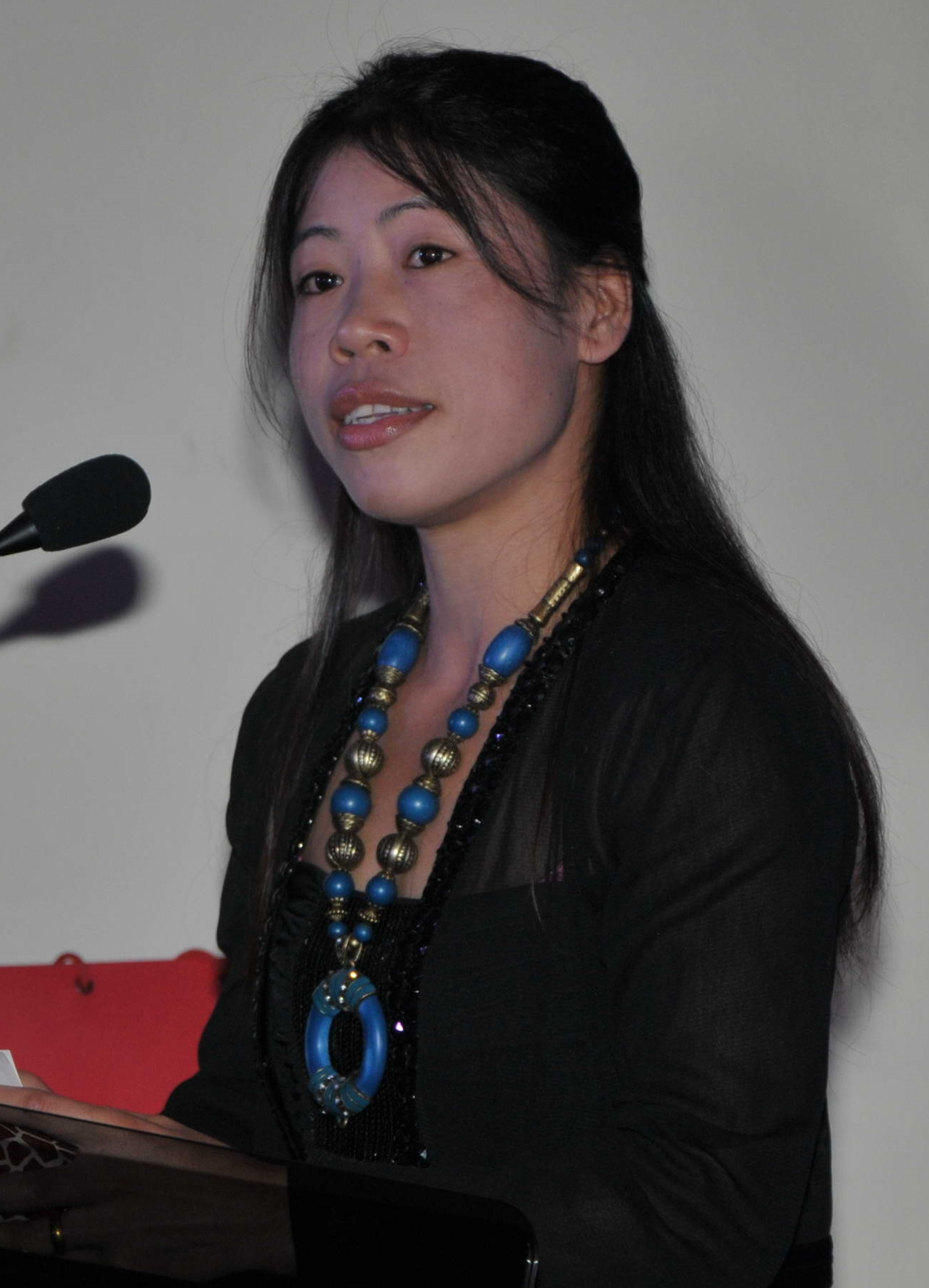
Мері Ком, олімпійська медалістка, відома індійська боксерка

Федерація боксу Індії є національним керівним органом спорту. Індія регулярно виграє медалі з боксу на Азійських іграх та Іграх Співдружності. На Олімпійських іграх у Пекіні 2008 року Віджендер Сінгх виграв бронзову медаль у середній ваговій категорії. Боксерка Мері Ком стала бронзовою призеркою Олімпійських ігор у Лондоні 2012 року .

### Крикет

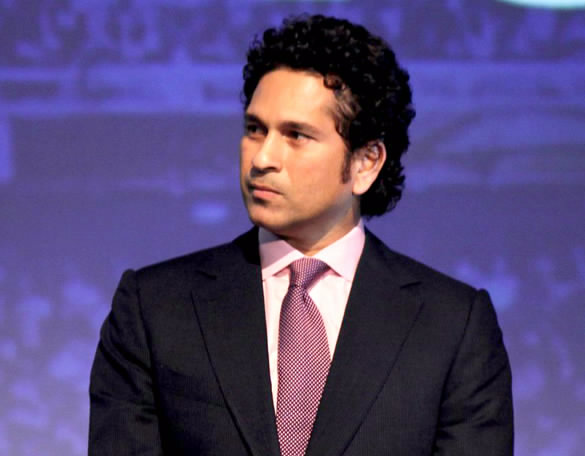
Сачін Тендулкар вважається одним із найкращих відбивачів усіх часів. За 24 роки кар'єри він встановив багато рекордів у биті.

Крикет має давню історію в Індії, оскільки його запровадили в країні під час британського правління. Це найпопулярніший вид спорту в Індії. Індія є лідером у крикеті, двічі вигравши Чемпіонат світу ICC ODI та Кубок світу ICC T20. Керівним органом цього виду спорту в цій країні є Контрольна рада з крикету в Індії (BCCI). У крикет грають на місцевому, національному та міжнародному рівнях і мають величезних прихильників у більшості штатів країни. BCCI контролює професійний рівень крикету з жорстким м'ячем. Але аматорський крикет, який зазвичай грає з гумовим м'ячем, не має керівного органу.
Цей вид спорту забезпечує велику кількість телеглядачів під час матчів міжнародної та індійської Прем'єр-ліги (IPL). В Індії немає національної гри. Керівний орган з крикету в Індії, BCCI, був створений у грудні 1928 року і базується в Мумбаї. IPL — найбагатша крикетна ліга у світі.  Найкращі гравці з усього світу щорічно приїжджають до Індії, щоб взяти в ньому участь. BCCI щорічно організовує IPL влітку по всій країні.  В Індії є багато телевізійних каналів, що транслюють крикет, наприклад Star Sports 1, Sony Ten 1, Star Sports 2 тощо, а також мобільних телевізійних програм, таких як Disney+ Hotstar, Sony Liv, Fancode, Voot.
Чемпіонат світу з крикету ICC ODI 2031 року прийматиме Індія.
У країні є найбільший у світі крикетний стадіон Нарендра Моді, який вміщує 132 000 місць для глядачів. 
Індія приймала багато великих міжнародних турнірів з крикету, зокрема Кубок світу з крикету 1987 (організований спільно з Пакистаном), Кубок світу з крикету 1996 (організований спільно з Пакистаном і Шрі-Ланкою), Кубок чемпіонів ICC 2006, Кубок світу з крикету 2011 (організований спільно з Шрі-Ланкою та Бангладеш) і Чемпіонат світу з крикету 2023. Національна збірна Індії з крикету вигравала великі турніри, включно з Чемпіонатом світу з крикету 1983 року в Англії, Чемпіонатом світу з крикету 2007 року в Південній Африці, Чемпіонатом світу з крикету 2011 року (який вони виграли, обігравши Шрі-Ланку у фіналі вдома) і Кубка чемпіонів ICC 2013 року, а також розділила Кубок чемпіонів ICC 2002 року зі Шрі-Ланкою.
Жіноча збірна Індії з крикету посіла друге місце на чемпіонаті світу з крикету серед жінок 2005 і 2017 років.

### Хокей на траві
До середини 1970-х років у хокеї на траві домінувала чоловіча збірна Індії з хокею на траві, яка виграла золоті олімпійські медалі та чемпіонат світу з хокею серед чоловіків 1975 року . Хокей на траві в країні занепав через зміну правил, запровадження штучного газону та внутрішню політику індійських організацій з хокею на траві. У 2008 році чоловіча збірна не змогла пройти кваліфікацію на Олімпіаду 2008 року та посіла останнє місце на Олімпіаді 2012 року .
Однак чоловіча команда посіла друге місце на Іграх Співдружності 2014 і виграла золото в хокеї на траві на Азійських іграх 2014. Програвши на стадії чвертьфіналу Олімпіади-2016 у Ріо після поразки від Бельгії, Індія виграла Кубок Азії з хокею на траві серед чоловіків 2017 року. Індія на Олімпіаді-2020 у Токіо завоювала бронзову медаль.
Жіноча збірна з хокею на траві вперше взяла участь у літніх Олімпійських іграх у 1980 році, зайнявши четверте місце. На Азійських іграх 1982 року з хокею на траві команда виграла золото. На літніх Олімпійських іграх 2016 року жіноча збірна Індії пройшла кваліфікацію на літні Олімпійські ігри та виграла Кубок Азії з хокею серед жінок 2017 року. Однак жіноча збірна Індії не виграла жодної медалі на Чемпіонаті світу з хокею на траві серед жінок. Індія приймала три чемпіонати світу з хокею серед чоловіків — перший у 1982 році в Мумбаї, другий у 2010 році в Делі, де країна посіла п'яте та восьме місця відповідно, і третій у Бхубанешварі у 2018 році. Індія також приймала щорічний Кубок чемпіонів у 1996, 2005, 2014 та 2016 роках.

### Сквош

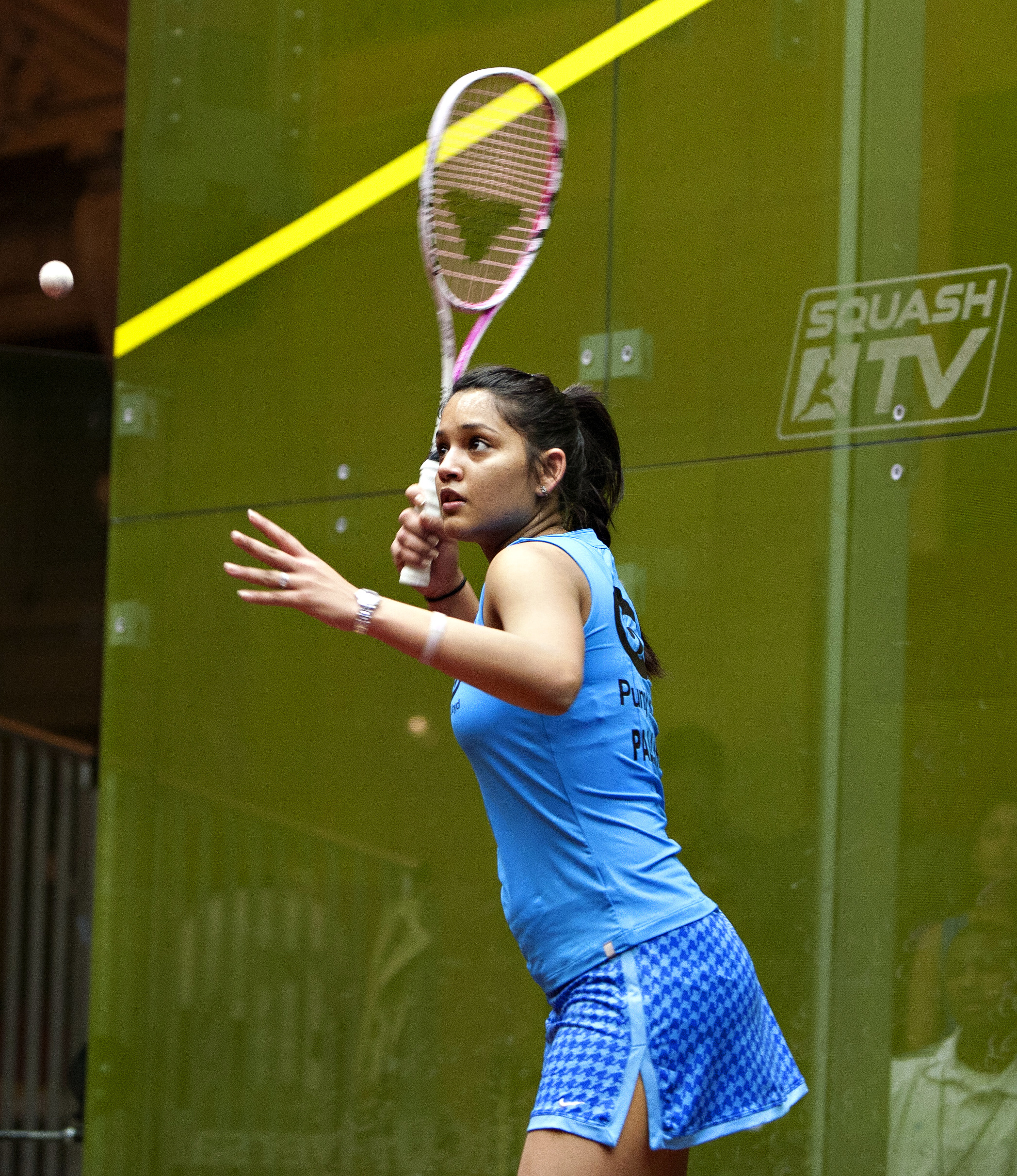
Діпіка Паллікал

### Футбол

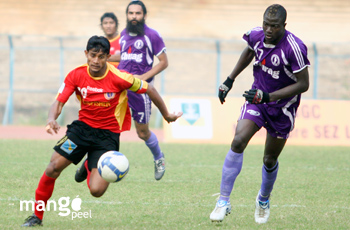
Сайєд Рахім Набі з ФК «Іст Бенгал» і Даніель з «Чіраг Юнайтед СК» під час I-ліги на стадіоні Солт-Лейк.

Футбол з'явився в Індії під час британського колоніального періоду. Всеіндійська федерація футболу (AIFF) є національним органом управління футболом в Індії. Він пов'язаний з ФІФА, міжнародним керівним органом футболу, та Азійською федерацією футболу (AFF). Футбол є другим за популярністю видом спорту в Індії після крикету. У таких штатах, як Західна Бенгалія та Карнатака, і футбол, і крикет однаково популярні, тоді як футбол є домінуючим видом спорту, більш популярним, ніж крикет, у Кералі, Гоа, Джамму та Кашмірі та на північному сході Індії.
Індія ніколи не брала участі в чемпіонатах світу з футболу. Вона пройшла кваліфікацію на Чемпіонат світу з футболу 1950 року в Бразилії. Однак країна не брала участі, оскільки команді не дозволяли грати босоніжі в країни не було грошей на поїздку до Бразилії. Згідно зі статтею Los Angeles Times від 19 липня 2011 року, виправдання босоніж було хибним. ФІФА була готова дати гроші індійській команді на поїздку до Бразилії на Чемпіонат світу, тим самим скасувавши грошове виправдання, але ІНдійська феденрація відмовилась.
На літніх Олімпійських іграх 1948 року Індія зіграла проти Франції, програвши з рахунком 2–1. Протягом 1950-х і 1960-х років, відомих як золота ера, Індія була першою азійською командою, яка дійшла до півфіналу олімпійського футбольного турніру на літніх Олімпійських іграх 1956 року в Мельбурні, а Невілл Д'Соуза став першим азіатом та індійцем, який зробив хет-трик в олімпійському матчі. Чоловіча команда виграла дві золоті медалі на Азійських іграх у 1951 і 1962 роках і посіла друге місце на Кубку Азії 1964 року .
Національна збірна Індії з пляжного футболу представляє Індію на турнірах міжнародного рівня. AIFF відповідає за управління та розвиток гри в країні. AIFF є керівним органом футзалу в Індії. Збірна Індії з футзалу представляє країну на турнірах та іграх міжнародного рівня.

### Гольф

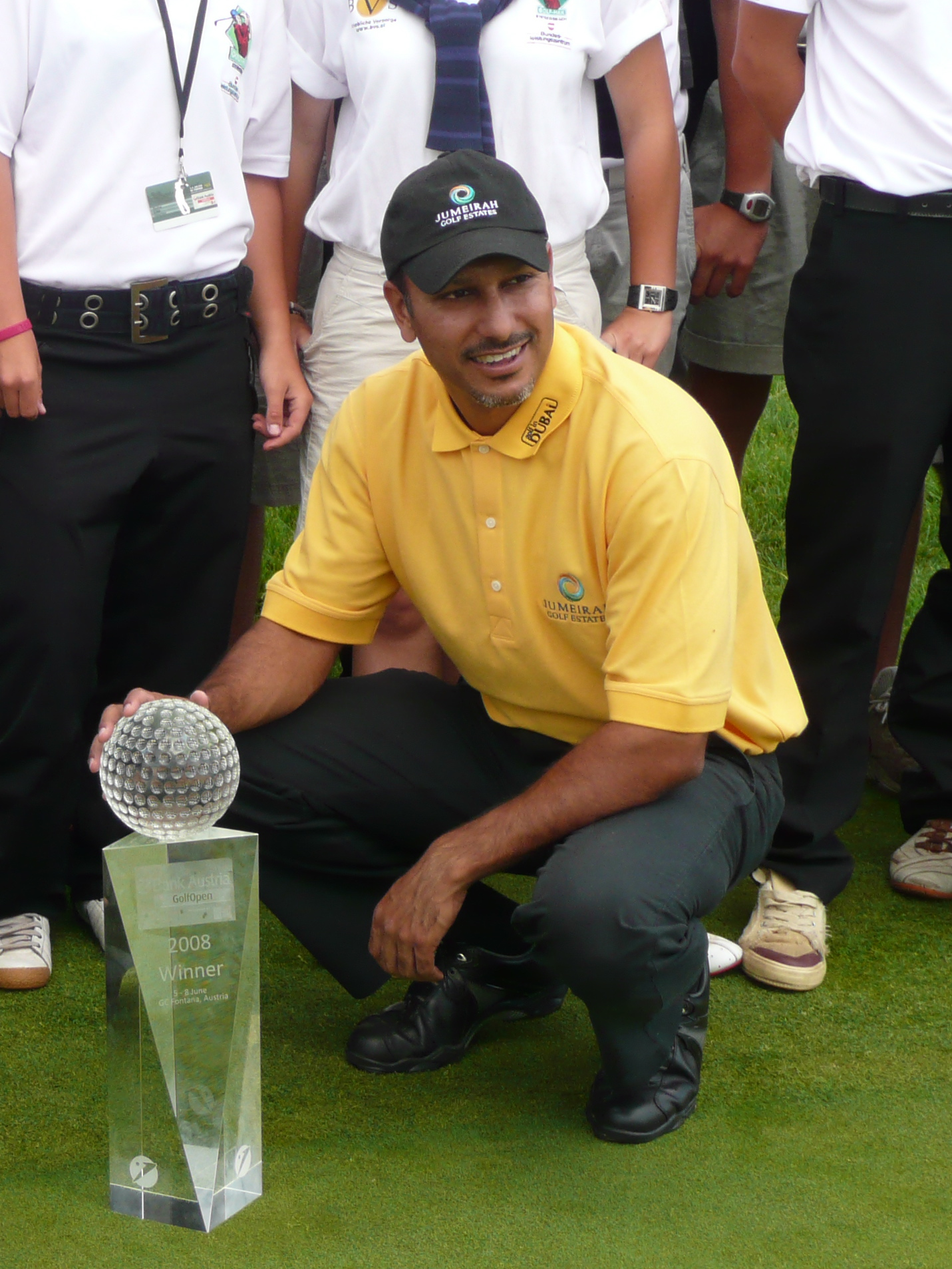
Джив Мілкха Сінгх на PGA 2008

У гольф грають представники заможніших верств населення. Найуспішнішими індійськими гольфістами є Джив Мілха Сінгх і Анірбан Лахірі. Сінгх виграв три титули в Європейському турі, чотири в Японському гольф-турі та шість в Азійському турі. Його найвища позиція у світовому рейтингу був 28 березня 2009 року. Сінгх двічі отримував Орден за заслуги в Азійському турі. Лахірі двічі виграв Європейський тур і мав сім перемог в Азійському турі, відібравшись на Кубок Президентів 2015 року.
Інші індійці, які виграли Орден за заслуги в Азійському турі, — Джіоті Рандхава в 2002 році (перший індієць, який це зробив), та Арджун Атвал, який у 2010 році став першим гравцем індійського походження, який став учасником американського PGA Tour і виграв чемпіонат Wyndham 2010.
У гольфі на Азійських іграх чоловіча команда Індії з гольфу виграла золото на Азійських іграх 1982 року та срібло на Азійських іграх 2006 року. Лакшман Сінгх виграв індивідуальне золото на Азіатських іграх 1982 року.

### Стрільба
Національна стрілецька асоціація Індії (NRAI) була заснована в 1951 році з метою просування та популяризації стрілецького спорту в Індії. Індія виграла багато міжнародних медалей у різних видах цього виду спорту.

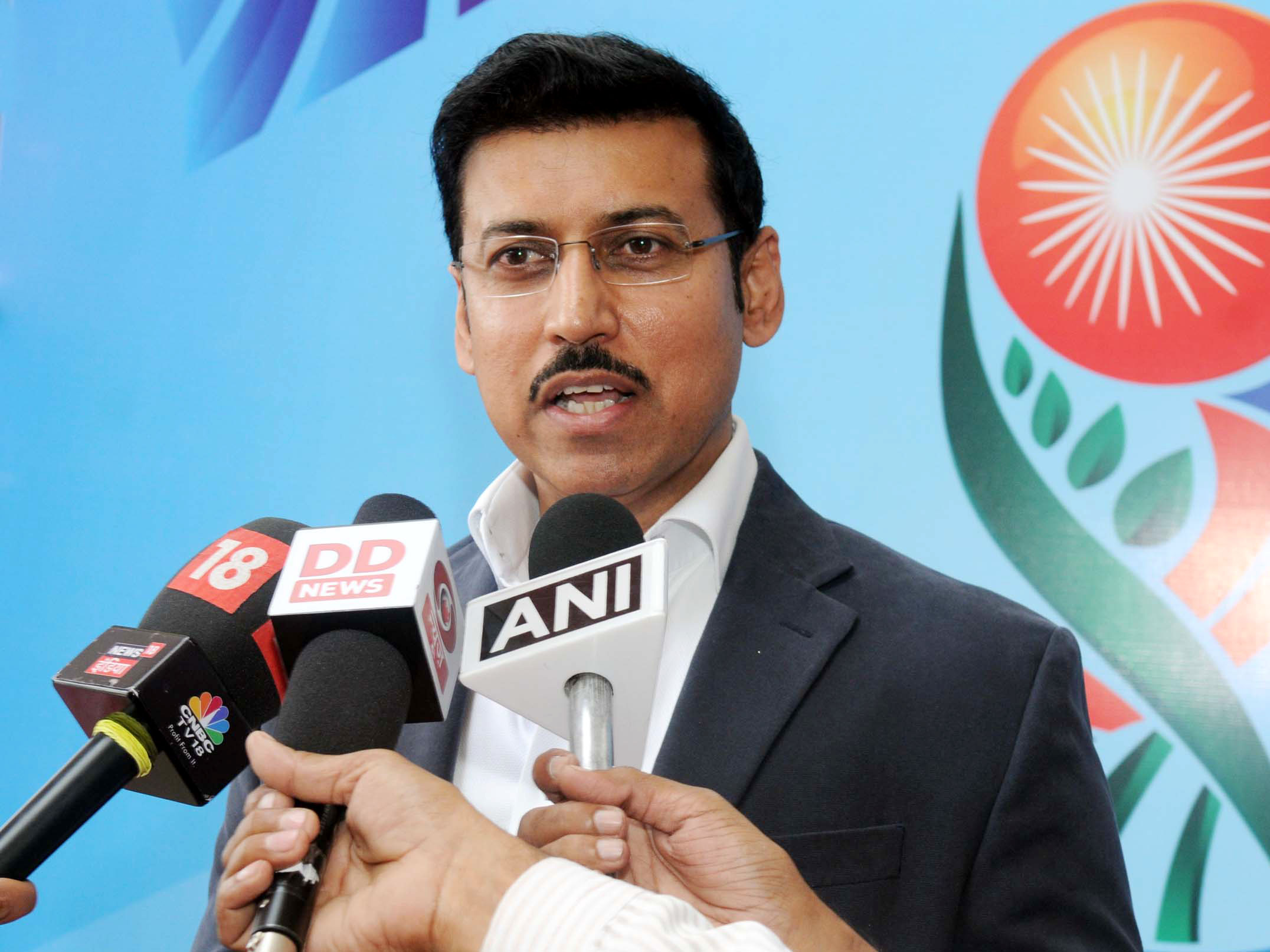
Раджавардхан Сінгх Ратхор, колишній стрілець з гвинтівки, виграв срібну медаль, першу олімпійську медаль у стрільбі.

Раджавардхан Сінгх Ратхор завоював першу олімпійську медаль у стрільбі для Індії. Ратхор виграв срібло на літніх Олімпійських іграх 2004 року в дабл-трапі та виграв 3 золоті медалі на Іграх Співдружності, одну срібну медаль, а також срібну та бронзову медалі на Азійських іграх.

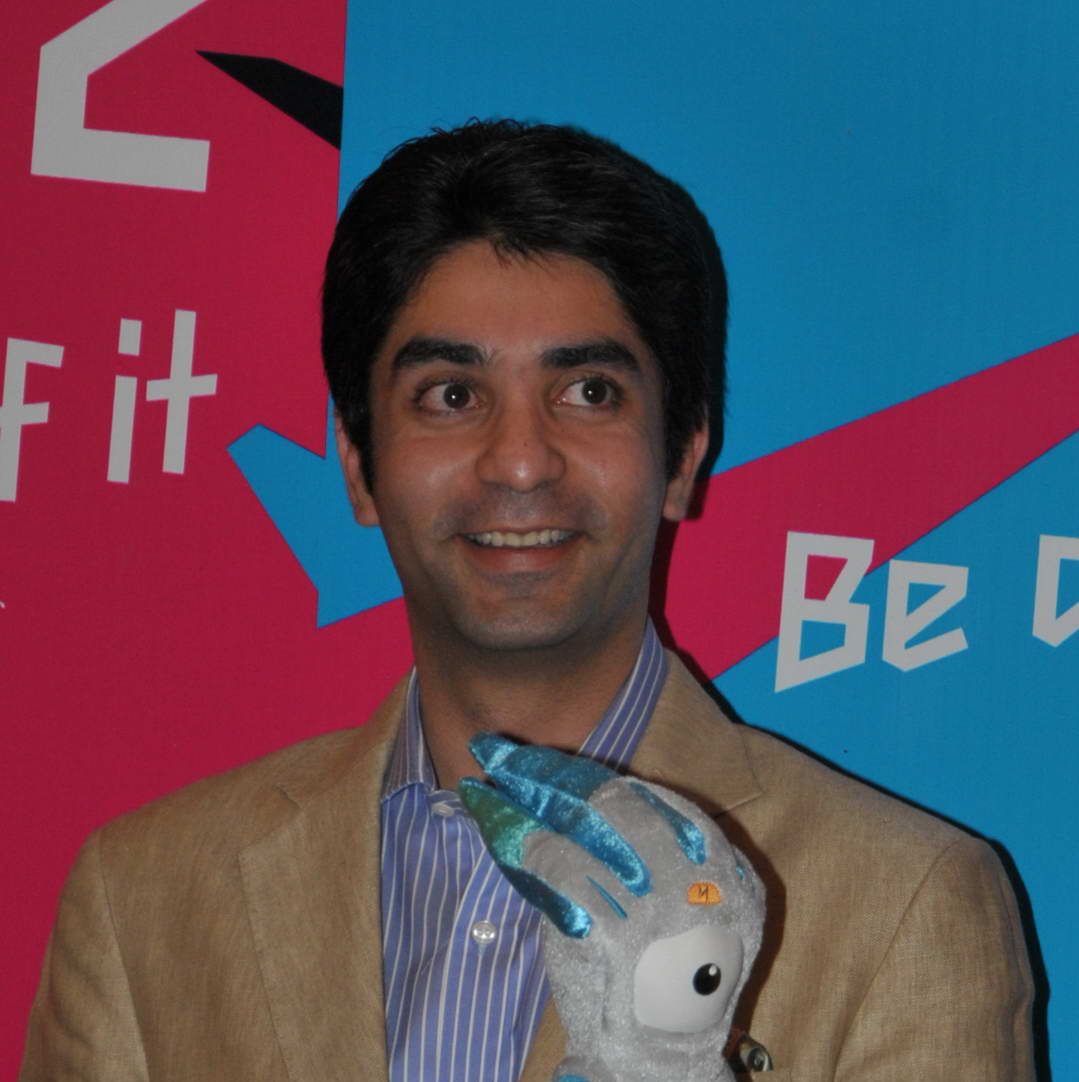
Абгінав Біндра, стрілець з пневматичної гвинтівки, виграв золоту медаль у стрільбі з пневматичної гвинтівки на 10 метрів на Олімпійських іграх у Пекіні 2008 року.

Абгінав Біндра виграв першу золоту олімпійську медаль зі стрільби на Олімпіаді в Пекіні 2008 року. Це була перша індивідуальна золота олімпійська медаль Індії.
Гаган Наранг виграв бронзову медаль на літніх Олімпійських іграх 2012 року у стрільбі з пневматичної гвинтівки на 10 метрів. Він виграв чотири золоті медалі на Іграх Співдружності 2006 року в Мельбурні.

### Важка атлетика

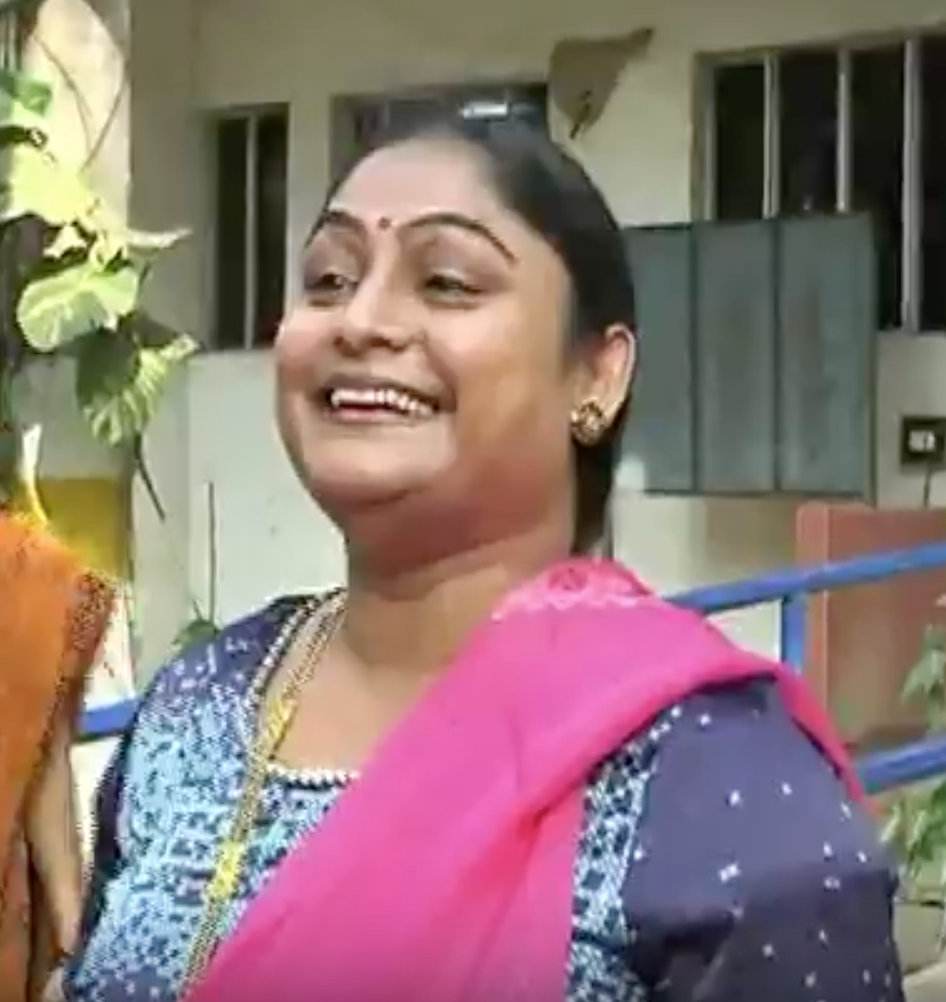
Карнам Маллесварі. Вона виграла першу олімпійську медаль у важкій атлетиці для Індії, а також є першою індійською жінкою, яка виграла олімпійську медаль

Карнам Маллесварі виграла бронзову медаль на літніх Олімпійських іграх 2000 року в Сіднеї, ставши першою індійською жінкою, яка виграла олімпійську медаль. Штаб-квартира Індійської федерації важкої атлетики знаходиться в Нью-Делі. Федерація є членом Індійської олімпійської асоціації (Делі), а також є членом Азійської федерації важкої атлетики (Тегеран) і Міжнародної федерації важкої атлетики (IWF, Будапешт).

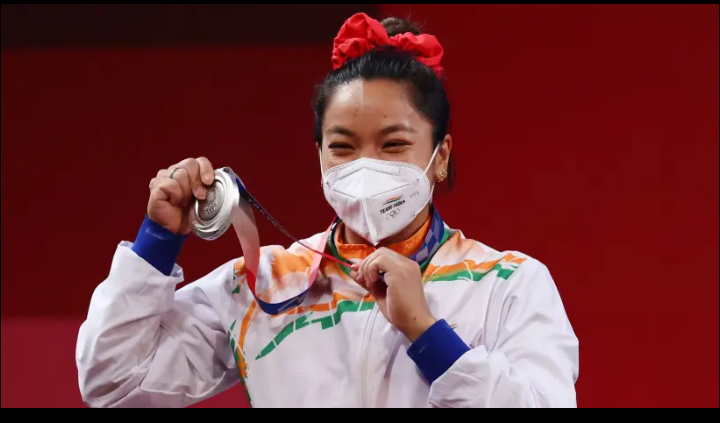
Індійський важкоатлет Сайхом Мірабай Чану виграла срібло на літніх Олімпійських іграх 2020 року.

У 2021 році Сайхом Мірабай Чану виграла срібну медаль у ваговій категорії 49 кг на літніх Олімпійських іграх 2020 року в Токіо, Японія . У 2022 році вона виграла золото на Іграх Співдружності в Бірмінгемі.

### Академічне веслування
Історія веслування в Індії сягає британської ери. Перший у країні веслувальний клуб Калькутта був заснований у 1858 році. Федерація веслування Індії керує спортом в країні. Першу золоту медаль Індії на Азійських іграх виграв Баджранг Лал Тахар у 2010 році, але країна ніколи не вигравала олімпійських медалей у цьому виді спорту.

## Неолімпійські види спорту

### Шахи
Чемпіонат Індії з шахів вперше відбувся в 1955 році, з 1971 року він проводиться щорічно. Поширена думка, що цей вид спорту походить з Індії. Серед найкращих гравців Індії – тричі чемпіон світу Вішванатан Ананд, кандидат на переможця 2024 року Доммараджу Гукеш, вундеркінди Р. Прагнанандхаа та Арджун Ерігаісі та Пентала Харікрішна.
12 червня 2023 року Дів'я Дешмук, чинна національна чемпіонка, виграла золоту медаль на континентальному чемпіонаті Азії з шахів серед жінок. Конеру Гампі є найвидатнішою індійською шахісткою, яка займає 3 місце у світі. Індія також виграла дві шахові Олімпіади як у чоловічій, так і в жіночій категорії

### Кабадді

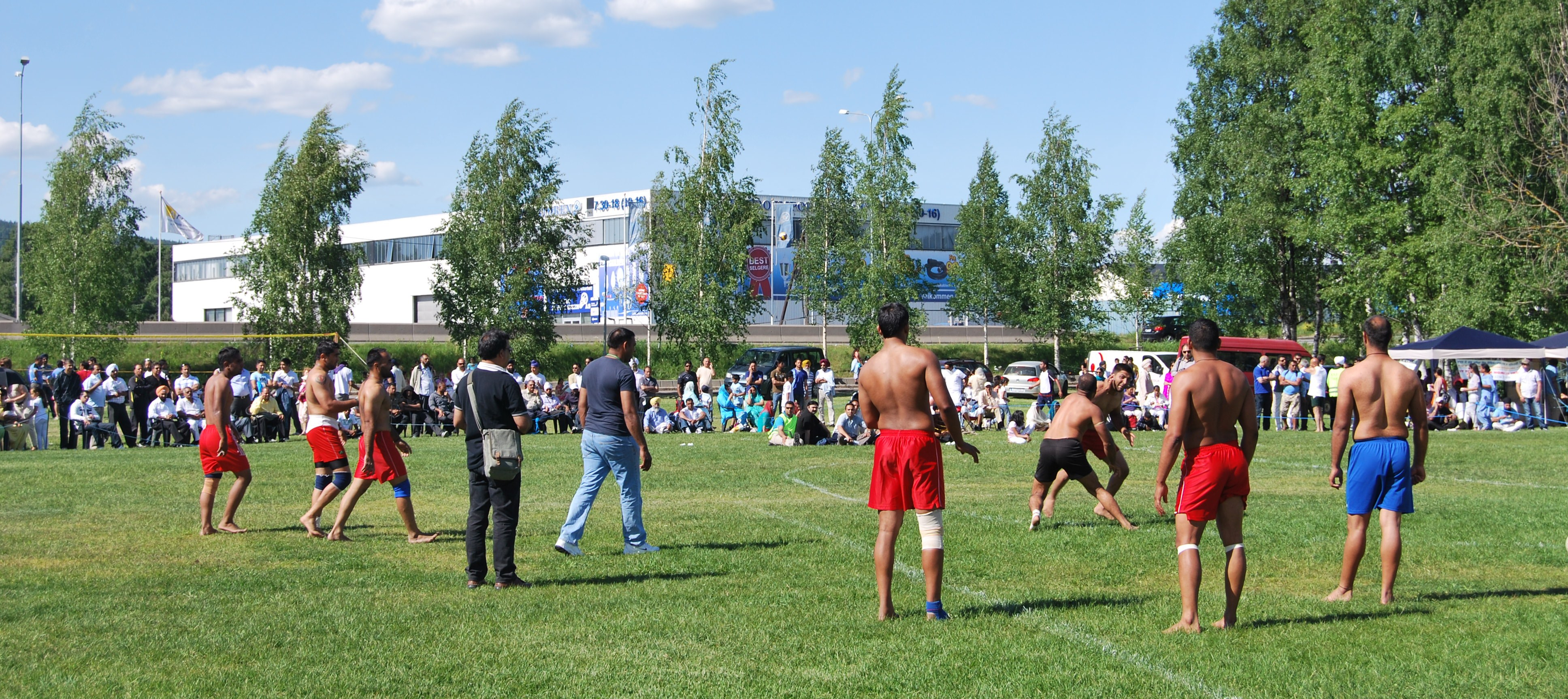
Кабадді є одним із найпопулярніших видів спорту в Індії

Кабадді є місцевим видом спорту в Індії. Традиційно грали на грубому полі. Pro Kabaddi League є відомою лігою кабадді в Індії. Він організовується щорічно в різних куточках країни. Star Sports, Disney+ Hotstar транслюють його на телебаченні та в Інтернеті відповідно.
Індія виграла золото в кабадді на всіх Азійських іграх, за винятком Азійських ігор 2018 року, де вони здобули бронзу. Чотири форми кабадді, визнані Федерацією кабадді в Індії — це амар, санджевні, гаміні та кабадді за правилами пенджабі.

## Зимові види спорту
Зимові види спорту поширені в Індії в районах Гімалаїв. Щозими в Гульмаргу та Маналі проводяться лижні турніри. Зимові види спорту зазвичай більш поширені в північних штатах і територіях Джамму і Кашмір, Гімачал-Прадеш, Уттаракханд, Сіккім і Аруначал-Прадеш. Катання на лижах, снігове регбі, зимове катання на велосипеді та сніговий футбол є одними з поширених зимових видів спорту в Індії. Лижний спорт більш популярний, хоча Індія бере участь у санному спорті на зимових Олімпійських іграх з 1998 року. Шива Кешаван — єдиний індієць, який виграв медалі на міжнародних змаганнях із зимових видів спорту (золото Азії 2011, срібло Азії 2009, бронза Азії 2008, срібло Азії (парний розряд) 2005, бронза Азії (одиночний розряд) 2005), а також брав участь у шести Олімпійських іграх. Він є азійським рекордсменом швидкості — 134,4 км/год, що робить його найшвидшою людиною в Азії на льоду. Санним спортом масово займаються жителі гір в імпровізованій формі під назвою «рері».

### Хокей на льоду
У хокей грають у холодніших частинах Індії, включаючи Кашмір, Ладакх і частину Гімачал-Прадешу. Асоціація хокею з шайбою Індії є керівним органом цього виду спорту в Індії. Він є членом Міжнародної федерації хокею (IIHF), всесвітнього керівного органу з хокею.
Чоловіча національна збірна Індії з хокею із шайбою та жіноча національна збірна Індії з хокею із шайбою представляють Індію на міжнародних змаганнях з хокею із шайбою. Цей вид спорту не є популярним через менше висвітлення в ЗМІ та спонсорства.